# Torre de la Rosaleda
Torre de la Rosaleda – wieżowiec w Hiszpanii, w mieście Ponferrada, w prowincji León. Zaprojektowany przez architekta Juan Francisco Alvarez Quiros. Budowę zakończono w roku 2009.
Budynek składa się z 30 pięter i mierzy 100 metrów wysokości.